# Abbaye de Schaaken
L’abbaye de Schaaken est une ancienne abbaye bénédictine à Goddelsheim, devenu un quartier de Lichtenfels, dans le Land de Hesse.

## Histoire
Elle est fondée en 1189 par l'abbaye de Corvey dans le village de Goddelsheim, qui appartient à Corvey depuis 888, mais est déplacée à Schaaken, à quelques centaines de mètres à l'est de Goddelsheim, en 1223. Plus tard cette année-là, le pape Honorius III accorde sa protection au couvent. Depuis le début du Moyen Âge, la région qui deviendra le comté de Waldeck est sous l'influence ecclésiastique de Corvey, qui, grâce à d'importants dons et acquisitions, est le plus grand propriétaire de la région et également dominant d'un point de vue ecclésiastique. Corvey cherche à consolider et à étendre sa position en fondant des lieux (tels que Fürstenberg, Sachsenberg), en construisant des châteaux (Lichtenfels (de)) et des fondations monastiques (Schaaken).
L'église abbatiale de style roman tardif et du début du gothique, construite dans la seconde moitié du XIIIe siècle, brûle en 1518, elle est reconstruite sous une forme partiellement modifiée.
Les bâtiments conventuels sont accolés au côté sud de l'église. De ceux-ci, seuls subsistent les murs d'un bâtiment conventuel transformé plus tard en grange.
Le couvent existe jusqu'en 1591. Il devient alors un Frauenstift protestant libéral pour les femmes de la noblesse jusqu'en 1848.
Après 1848, comme l'ancien bâtiment conventuel, l'église sert de grange à l'actuelle propriété . En 1913, elle brûle de nouveau complètement après avoir été frappé par la foudre. Le parc immobilier restant n'est sécurisé qu'en 1958.

## Source de la traduction
- (de) Cet article est partiellement ou en totalité issu de l’article de Wikipédia en allemand intitulé « Kloster Schaaken » (voir la liste des auteurs).